# إيتمار بن غفير

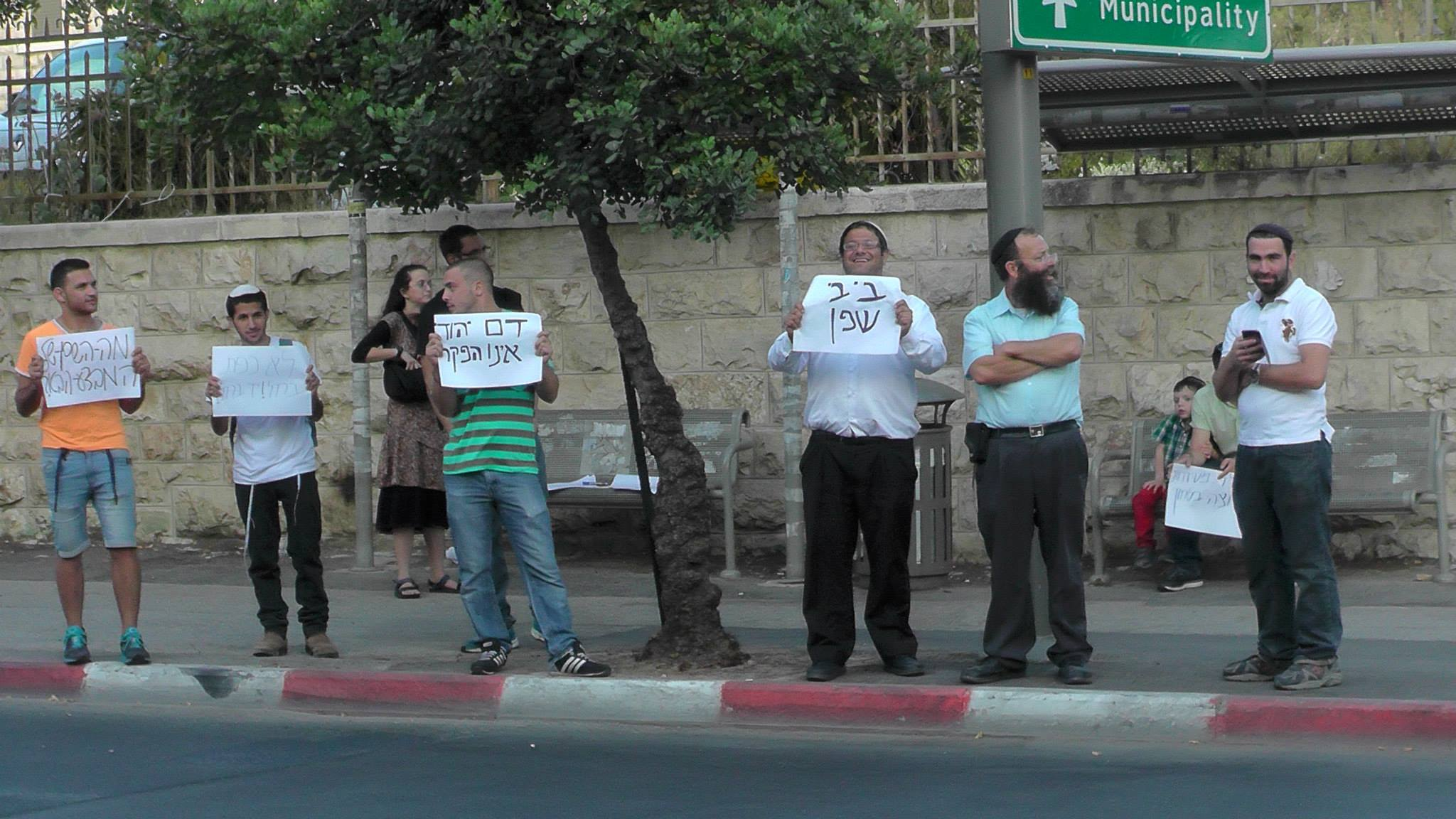
إيتمار بن غفير برفقة باروخ مارزل بمظاهرة في القدس؛ ضد وقف إطلاق النار على غزة، في 15 يوليو 2014م.

إيتمار بن غفير، (بالعبرية: איתמר בן-גביר). ولد في 6 مايو 1976م. هو سياسي ومحامِِ يميني متطرف إسرائيلي، يشغل منصب وزير الأمن القومي الإسرائيلي منذ 2025،بعد أن شغله في الفترة ما بين 29 ديسمبر 2022 حتى 2025، عندما غادر هو وحزبه الحكومة الائتلافية احتجاجًا على تبادل الأسرى الإسرائيليين الفلسطينيين وهو زعيم حزب القوة اليهودية، وهو حزب كاهاني ومعادٍ للعرب فاز بستة مقاعد في الانتخابات التشريعية الإسرائيلية عام 2022 وكان قد انتخب عضوًا في الكنيست لأول مرة في عام 2021، وكان قبل ذلك مستشارًا إعلاميًا لعضو الكنيست السابق ميخائيل بن آري، والناطق الرسمي لحركة الجبهة الوطنية اليهودية، ويعمل بالمحاماة. خلال حياته السياسية قدمت ضده خمسون لائحة اتهام؛ ثمانية منها جنائية جنبًا إلى أعمال شغب والإخلال بعمل الشرطة والتحريض على العنصرية ودعم منظمة إرهابيّة وغيرها.
بن جفير هو مستوطن في الضفة الغربية المحتلة من قبل إسرائيل، وخلفيته السياسية تكمن في الكاهانية - وهي حركة عنصرية عنيفة تدعم طرد الفلسطينيين من أراضيهم. لديه تاريخ طويل من النشاط المناهض للعرب مما أدى إلى عشرات الاتهامات وما لا يقل عن ثماني إدانات بجرائم بما في ذلك التحريض على العنصرية ودعم، فضلاً عن حيازة دعاية، لمنظمة إرهابية (الحزب السياسي غير القانوني الآن كاخ). بصفته محامياً، يُعرف بالدفاع عن اليهود المتهمين بالإرهاب اليهودي المتطرف أثناء محاكمتهم في إسرائيل.
في 18 يناير 2025، أفادت شبكة CNN أن بن جفير ينوي الاستقالة من منصبه الوزاري ردًا على اقتراح وقف إطلاق النار المكون من ثلاث مراحل بين إسرائيل وحماس. استقال من الحكومة في 19 يناير 2025.

## حياته
وُلد إيتمار بن غفير في ضاحية «مفسيرت تصيون» في القدس المحتلة عام 1976، وُلِد والده في كردستان العراق وعمل في شركة بنزين وانخرط في الكتابة، كانت والدته مهاجرة يهودية كردية نشطة في منظمة إرجون عندما كانت مراهقة وكانت ربة منزل، كانت عائلته علمانية، ولكن عندما كان في سن المراهقة، تبنى الأفكار والآراء الدينية اليمينية المتطرفة خلال الانتفاضة الأولى، فما إن بلغ السادسة عشرة من عمره حتى أصبح عضوا في حزب كاخ القومي المتطرف الذي تزعَّمه الحاخام المتطرف مائير كاهانا، وهو صهيوني أميركي المولد ومؤسس رابطة الدفاع اليهودية التي كانت مسؤولة عن التخطيط لتفجيرات على الأراضي الأميركية، ثم الهجمات على كلٍّ من العرب واليهود «المعتدلين» في إسرائيل، وقد صَنَّفت الولايات المتحدة حركته الكاهانية باستمرار بوصفها جماعة إرهابية. رفض جيش الاحتلال تجنيد بن غفير عندما بلغ سن 18 عاما بسبب سجله الجنائي.

## انتخابات الكنيست
وصفت صحيفة هاآرتس العبرية نجاح بن غفير وحزبه في انتخابات الكنيست التي جرت في نوفمبر 2022 بـ«اليوم الأسود في تاريخ إسرائيل». وتولى بن غفير وزارة الأمن القومي، وانخرط في الحكومة الإسرائيلية، وأصبح جزءًا فاعلًا في قضية التعديلات القضائية في إسرائيل.

### تحذيرات الرئيس الإسرائيلي
حذر الرئيس الإسرائيلي إسحاق هرتسوغ في تسجيل صوتي مسرب منسوب له من النائب «اليميني المتطرف» إيتمار بن غفير وتحدث هرتسوغ عن مشاكل قد تواجهها الحكومة المقبلة بشأن المسجد الأقصى بسبب بن غفير قائلًا إنّ «العالم كله يخاف منه».

#### حقه بالحركة فوق حق الفلسطيني
في منتصف شهر أغسطس 2023 أطلق بن غفير، تصريحات عنصرية، قال فيها إن "حقه في الحياة يفوق حق العرب الفلسطينيين في حرية التنقل" في الضفة الغربية المحتلة. وأضاف في مقابلة مع القناة 12 الإسرائيلية، أن "حقي وحق زوجتي وأطفالي في التنقل في يهودا والسامرة ( أي الضفة الغربية) أهم من حرية التنقل للعرب الفلسطينيين، الحق في الحياة يأتي قبل حرية التنقل"، وأثارت تصريحات بن غفير موجه من الانتقادات، إذ أدان الاتحاد الأوروبي تصريحات وزير الأمن القومي الإسرائيلي بشدة، وكذا فعلت وزارة الخارجية الأمريكية. كما هاجم بن غفير عارضة الأزياء فلسطينية الأصل بيلا حديد بعد انتقادها، تصريح بن غفير العنصري.
من جانبها، قالت صحيفة "هآرتس": "وزير الأمن القومي إيتمار بن غفير ليس أب الفصل العنصري الإسرائيلي. وإن كان أي شيء، فالأصح أن يقال إنه ولده. من طريقة تفكيره وحديثه وتصرفاته، يتضح أن لغة الفصل العنصري هي لغته الأم. لا يعرف غيرها. لقد نشأ على أفكار التفوق اليهودي. واليوم، في مرحلة البلوغ، يجسد رؤيته للعالم".

#### تسليح للمستوطين
في أعقاب عملية "طوفان الأقصى"، أطلق بن غفير موجة من تسليح المستوطنين، في أنحاء فلسطين المحتلة، أعلن عدة مرات عبر منصة "إكس"، قيامه بنشر الأسلحة بين المستوطنين وتوزيعها عليهم.
في 28 يوليو 2025، أعلنت الحكومة الهولندية فرض حظر للدخول على إيتمار بن غفير ووزير المالية بتسلئيل سموتريتش لأنهما حرضا مرارًا وتكرارًا ضد السكان الفلسطينيين ودعوا إلى التطهير العرقي في غزة.

## الحياة الشخصية
بن غفير متزوج من أيالا نمرودي، وهي قريبة بعيدة لعوفر نمرودي، المالك السابق لصحيفة معاريف اليومية. التقيا حوالي عام 2002 عندما كان نمرودي يبلغ من العمر 15 عامًا وكان بن غفير يبلغ من العمر 26 عامًا وتزوجا في عام 2004. يُقال إن الزوجين زارا قبر باروخ جولدشتاين، القاتل الجماعي، في موعدهما الأول. للزوجين ستة أطفال، ويعيشون في مستوطنة كريات أربع الإسرائيلية في الخليل، وهي غير قانونية بموجب القانون الدولي، في الضفة الغربية المحتلة.